# International Joint Conference on Artificial Intelligence
Die  International Joint Conference on Artificial Intelligence ist eine internationale Konferenz für Künstliche Intelligenz. Sie findet seit 1969 alle zwei Jahre und seit 2015 jährlich statt. Die dahinterstehende Gesellschaft wurde 1969 als Non-Profit-Organisation in Kalifornien gegründet (International Joint Conferences on Artificial Intelligence Organization).
Von der IJCAI werden verschiedene Preise vergeben: John McCarthy Award für Wissenschaftler in der Mitte ihrer Karriere, IJCAI Computers and Thought Award für Nachwuchswissenschaftler, den IJCAI Award for Research Excellence für Lebensleistung und den Donald E. Walker Distinguished Service Award. Es gibt auch Best Paper Awards auf der Konferenz. Sie geben die Zeitschrift Artificial Intelligence Journal heraus.

## Preisträger des John McCarthy Awards
- 2015 Bart Selman
- 2016 Moshe Tennenholtz
- 2017 Dan Roth
- 2018 Milind Tambe.[1]

## Preisträger des Donald E. Walker Distinguished Service Award
- 1979 Bernard Meltzer
- 1983 Arthur Samuel
- 1989 Donald E. Walker
- 1991 Woodrow Bledsoe
- 1993 Daniel G. Bobrow
- 1999 Wolfgang Bibel
- 2001 Barbara Grosz
- 2003 Alan Bundy
- 2005 Raj Reddy
- 2007 Ronald J. Brachman
- 2009 Luigia Carlucci Aiello
- 2011 C. Raymond Perrault
- 2013 Wolfgang Wahlster
- 2015 Anthony G. Cohn
- 2016 Erik Sandevall
- 2017 Ramon Lopez de Mantaras
- 2018 Craig Knoblock